# أفقا (ضنية)
أفقا هي قرية لبنانية من قرى قضاء الضنية في محافظة الشمال.